# O Descobridor dos Sete Mares
O Descobridor dos Sete Mares é um álbum de estúdio do cantor e compositor brasileiro Tim Maia, lançado em 1983 pela gravadora PolyGram (atual Universal Music) através do selo semi-independente Lança, do produtor Jairo Pires.
A canção que dá título ao álbum foi escrita pelos compositores Michel e Gilson Mendonça. É uma continuação dos temas de "Do Leme ao Pontal", composta e gravada por Tim, citando famosas praias do Brasil como Ipanema, Leme, Praia Vermelha e Ilha Bela. A canção foi regravada por diversos artistas, dentre eles: Diogo Nogueira, Lulu Santos, Sandra de Sá, Maurício Manieri, Ara Ketu, Monobloco, Deborah Blando e Alexandre Pires.
Tim conheceu "Me Dê Motivo", escrita por Michael Sullivan e Paulo Massadas, quando dois músicos de sua banda de apoio a tocaram enquanto aguardavam o cantor para um ensaio. Ele chegou no estúdio na metade da canção e se interessou pela mesma, aproveitando para pedir uma parte falada reminiscente de Barry White. Sua versão teve bom desempenho comercial e nas rádios e foi o primeiro sucesso escrito pela dupla.

## Faixas
| Lado A |                                |                            |         |  |
| N.º    | Título                         | Compositor(es)             | Duração |  |
| 1.     | "O Descobridor dos Sete Mares" | Michel / Gilson Mendonça   | 4:23    |  |
| 2.     | "Terapêutica do Grito"         | Tim Maia                   | 5:08    |  |
| 3.     | "Pecado Capital"               | Michel / Gilson Mendonça   | 4:29    |  |
| 4.     | "Mal de Amor"                  | Neuma Morais / Neon Morais | 4:24    |  |
| 5.     | "3 em 1"                       | Beto Cajueiro              | 2:51    |  |

| Lado B |                      |                                   |         |  |
| N.º    | Título               | Compositor(es)                    | Duração |  |
| 1.     | "Neves e Parques"    | Michel / Gilson Mendonça          | 4:42    |  |
| 2.     | "Rio, Mon Amour"     | Cassiano                          | 5:49    |  |
| 3.     | "Me Dê Motivo"       | Michael Sullivan / Paulo Massadas | 5:30    |  |
| 4.     | "Olá (Emoções)"      | Beto Cajueiro / Marquinho         | 5:30    |  |
| 5.     | "Essa Dor Me Apanha" | Tim Maia                          | 3:19    |  |

## Músicos
Ficha retirada da contracapa do disco e completada por Maria Luiza Kfouri:
Banda Vitória Régia:
- Luiz Carlos: Bateria, percussão e vocal
- Paulo Roberto (Chumbinho): Baixo, violão em "Mal de Amor" e vocal
- Beto Cajueiro: Guitarra, violão em "Olá (Emoções)" e vocal
- Marcos Augusto: Piano yamaha, piano rhodes e polysix
- Tim Maia: Flauta, tumbadora, timbales, pandeiro, tamborim e Vocal
- Paulo Ribeiro: Percussão, tumbadora e vocal
- João Batista Martins (Tinho): Sax e vocal
- Adonhyran Peçanha: Trompete
- Ricochete: Trombone
- Carlos dos Santos: Trompete e vocal

Músicos de apoio:
- Cassiano: Violão em "Rio, Mon Amour", cowbell em "Pecado Capital" e vocal
- Bartolomeu: Trompete em "3 em 1"
- Coro: Camarão, Michel, Claudete e Neuma

## Ficha técnica
Ficha retirada da contracapa do disco e completada por Maria Luiza Kfouri:
- Direção Artística: Jairo Pires
- Produzido por Vitória Régia Discos
- Produção, Regência e Concepção musical: Tim Maia
- Arranjos de base: Tim Maia
- Arranjos de metais: João Batista Martins e Adonhyran Peçanha em "O Descobridor dos Sete Mares"; Carlos dos Santos em "Pecado Capital" e "Mal de Amor"; e Tim Maia em "A Terapêutica do Grito"
- Técnicos de gravação: Felipe, Ary Carvalhães e Jairo Gualberto
- Assistentes de gravação: Manoel Vale e Marcio Pereira
- Mixagem: Jairo Gualberto e Tim Maia